# USA:s Grand Prix 1970
USA:s Grand Prix 1970 var det tolfte av 13 lopp ingående i formel 1-VM 1970. 

## Resultat
1. Emerson Fittipaldi, Lotus-Ford, 9 poäng
2. Pedro Rodríguez, BRM, 6
3. Reine Wisell, Lotus-Ford, 4
4. Jacky Ickx, Ferrari, 3
5. Chris Amon, March-Ford, 2
6. Derek Bell, Surtees-Ford, 1
7. Denny Hulme, McLaren-Ford
8. Henri Pescarolo, Matra
9. Jo Siffert, March-Ford
10. Jack Brabham, Brabham-Ford
11. Ronnie Peterson, Antique Automobiles/Colin Crabbe Racing (March-Ford)
12. Rolf Stommelen, Auto Motor und Sport (Brabham-Ford)
13. Clay Regazzoni, Ferrari
14. Peter Gethin, McLaren-Ford

### Förare som bröt loppet
- Jackie Stewart, Tyrrell-Ford (varv 82, oljeläcka)
- Graham Hill, R R C Walker (Lotus-Ford) (72, koppling)
- François Cévert, Tyrrell (March-Ford) (62, hjul)
- Tim Schenken, Williams (De Tomaso-Ford) (61, upphängning)
- Joakim Bonnier, Jo Bonnier (McLaren-Ford) (50, vattenrör)
- Jean-Pierre Beltoise, Matra (27, hantering)
- Gus Hutchison, Gus Hutchison (Brabham-Ford) (21, bränsleläcka)
- Jackie Oliver, BRM (14, motor)
- George Eaton, BRM (10, motor)
- John Surtees, Surtees-Ford (6, motor)

### Förare som ej kvalificerade sig
- Peter Westbury, BRM
- Pete Lovely, Pete Lovely Volkswagen (Lotus-Ford)
- Andrea de Adamich, McLaren-Alfa Romeo